# Виллер-сюр-Тур
Вилле́р-сюр-Тур (фр. Willer-sur-Thur) — коммуна на северо-востоке Франции в регионе Гранд-Эст (бывший Эльзас — Шампань — Арденны — Лотарингия), департамент Верхний Рейн, округ Тан — Гебвиллер, кантон Серне. До марта 2015 года коммуна административно входила в состав упразднённого кантона Тан (округ Тан).
Площадь коммуны — 18,0 км², население — 1923 человека (2006) с тенденцией к стабилизации: 1873 человека (2012), плотность населения — 104,1 чел/км².

## Население
Численность населения коммуны в 2011 году составляла 1883 человека, а в 2012 году — 1873 человека.
| 1962 | 1968 | 1975 | 1982 | 1990 | 1999 | 2004 | 2006 | 2008 | 2009 | 2011 | 2012 |
| ---- | ---- | ---- | ---- | ---- | ---- | ---- | ---- | ---- | ---- | ---- | ---- |
| 1752 | 1828 | 1923 | 2019 | 1947 | 1875 | 1918 | 1923 | 1908 | 1900 | 1883 | 1873 |

Динамика населения:

## Экономика
В 2010 году из 1205 человек трудоспособного возраста (от 15 до 64 лет) 877 были экономически активными, 328 — неактивными (показатель активности 72,8 %, в 1999 году — 68,2 %). Из 877 активных трудоспособных жителей работали 789 человек (423 мужчины и 366 женщин), 88 числились безработными (41 мужчина и 47 женщин). Среди 328 трудоспособных неактивных граждан 102 были учениками либо студентами, 141 — пенсионерами, а ещё 85 — были неактивны в силу других причин.
На протяжении 2011 года в коммуне числилось 786 облагаемых налогом домохозяйств, в которых проживало 1870 человек. При этом медиана доходов составила 19603 евро на одного налогоплательщика.

## Достопримечательности (фотогалерея)

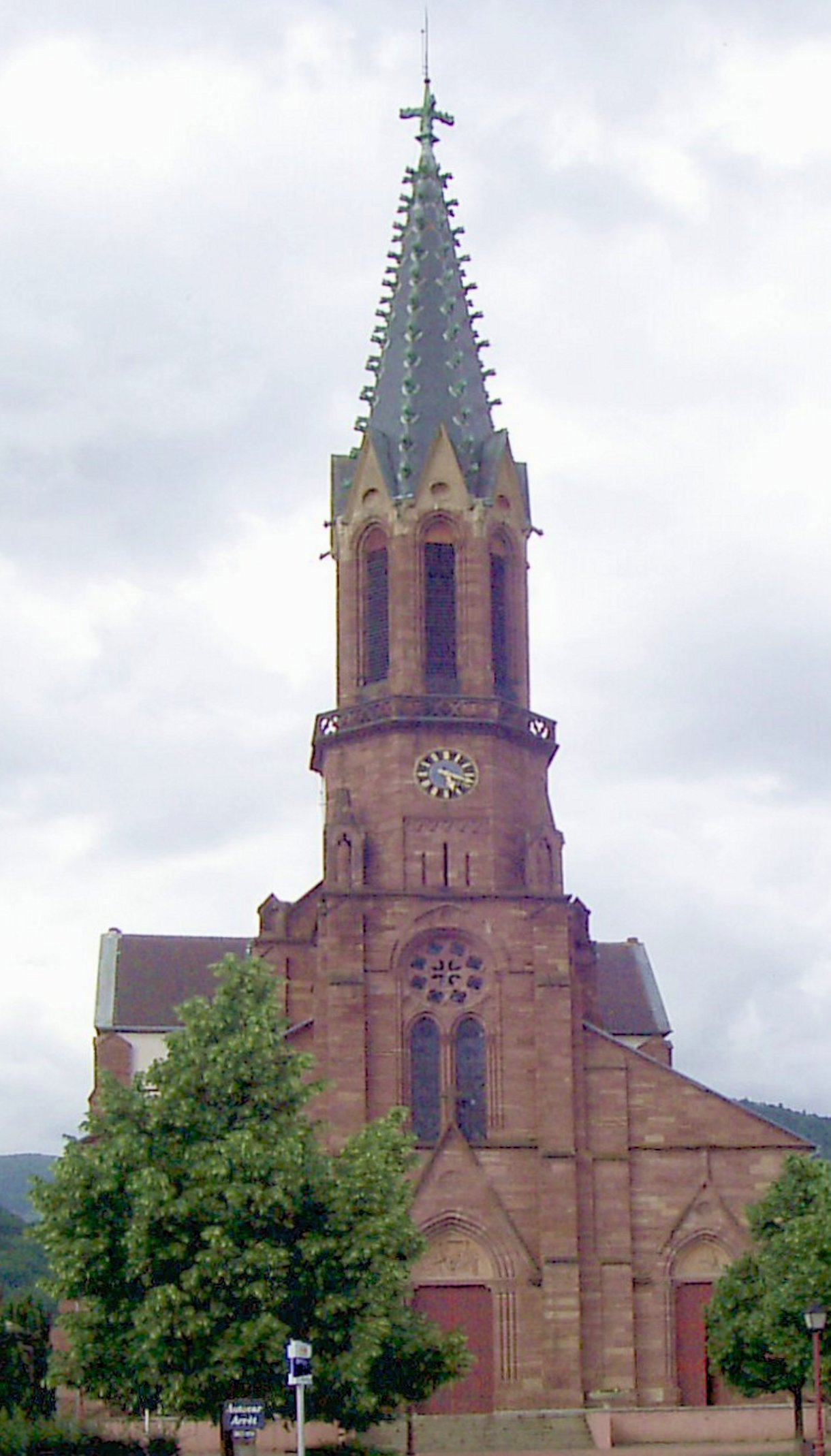
Церковь